# Romantico Rock Show (singolo)
Romantico Rock Show è un singolo del cantautore rock italiano Gianluca Grignani, pubblicato e diffuso nelle radio il 7 gennaio 2011 dall'etichetta discografica Sony.
Il brano è stato composto e prodotto da Gianluca Grignani ed è stato estratto come quarto singolo dall'omonimo album Romantico Rock Show.
Il video della canzone è stato diffuso a febbraio estratto.

## Tracce
1. Romantico Rock Show – 4:41